# Орлин Василев
Вижте пояснителната страница за други личности с името Христо Василев.
Орлин Василев (истинско име: Христо Петков Василев) роден на 3 декември 1904 във Враняк, починал на 2 април 1977 в София) е български писател и сценарист, функционер на Българската комунистическа партия. След Деветосептемврийския преврат от 1944 година ръководи държавното радио и участва активно в установяването на тоталитарния режим в страната.
Орлин Василев е награден 1969 г. с Димитровска награда. Бил е директор е на  Народната библиотека „Св. Св. Кирил и Методий“.

## Биография
Роден е в село Враняк през 1904 г. Баща му Петко е учител по български език и директор на гимназията в Бяла Слатина. Майка му се казва Мария. Има един брат Виктор.
Първите си публикации прави във вестник „Ведрина“ през 1927 г. През ранните години на кариерата си Орлин Василев пише и за редица други издания, между които и вестник „Кормило“. Произведенията му от първите няколко години в голямата си част са посветени на Септемврийското въстание. Между тях са редица разкази, повестта „Огненият обръч 1923“ (1933) и романът му „Бялата пътека“ (1929).
В някои от произведенията на Орлин Василев той отделя значително място на различни реални събития от българската история. Такива са романите „Зъб за зъб“ (1944) и „Хайдутин майка не храни“ (1937). Някои от известните му произведения, които той пише след Деветосептемврийския преврат са драмите „Тревога“, „Любов“, „Щастие“ и др. Орлин Василев е автор на сценариите „Страхил войвода“ (1938) и „Калин Орелът“ (1950).
Орлин Василев е женен за Кунка от Кунино и има с нея две деца: Орлин и Мария. Синът му Орлин Орлинов е поет и сценарист.

## Творчество
- „Бялата пътека“ – 1929 г.
- „Огненият обръч“ – 1933 г.
- „Дивата Гора“ – повест – 1935 г.
- „Хайдутин майка не храни“ – 1937 г.
- „Тревога“ – пиеса – 1948 г.
- „Любов“ – пиеса – 1952 г.
- „Щастие“ – пиеса – 1954 г.

## Филмография
- В навечерието (1959)
- Хайдушка клетва (1958)
- Тревога (1950) – (заедно с Анжел Вагенщайн)
- Калин орелът (1950)
- Страхил войвода (1938)